# J. D. Tippit
 (juin 2009).
Si vous disposez d'ouvrages ou d'articles de référence ou si vous connaissez des sites web de qualité traitant du thème abordé ici, merci de compléter l'article en donnant les références utiles à sa vérifiabilité et en les liant à la section « Notes et références ».
Pour les articles homonymes, voir Tippit.
J. D. Tippit (18 septembre 1924 – 22 novembre 1963) (dont on dit parfois de manière infondée que le nom complet serait Jefferson Davis Tippit, alors que le prénom est uniquement J.D.) est un agent de police de Dallas, Texas, qui a été abattu moins d'une heure après l'assassinat du président Kennedy alors que, selon les témoins, Tippit avait interpellé un individu, peut-être parce que sa description correspondait au premier signalement de l'assassin présumé du président.

## Biographie
Tippit est né à Clarksville, au Texas. Il est l'aîné des six enfants d'Edgar Lee Tippit (1902-2006), un fermier planteur de coton, et de Lizzie Mae Rush (1905-1990). Pendant la Seconde Guerre mondiale, il sert dans la 17e division aéroportée de juillet 1944 à juin 1946. Il se marie avec Marie Frances Gasway en décembre 1946. Le couple a trois enfants, Charles (1950-2014), Brenda (1953) et Curtis (1958). Après diverses activités professionnelles, en juin 1952, il devient patrouilleur dans la police de Dallas, où il est bien noté (il est notamment cité pour bravoure en 1956 après avoir désarmé un fugitif).
Sa veuve se remarie en 1967 à Harry Dean Thomas.

## Meurtre
Le 22 novembre 1963, Tippit se porta volontaire pour remplacer son collègue et ami, l'agent Tom Tilson. Alors qu'une grande partie de la police de Dallas convergeait vers Dealey Plaza, il reçut l'ordre de patrouiller le quartier de Oak Cliff. Il était seul en patrouille, suivant un usage qui n'était pas rare dans la police de Dallas en 1963.
Vers 12 h 45, environ 25 minutes après l'attentat, la police diffusa à ses agents un message radio qui donne une description générale de l'assassin de Kennedy (homme blanc, environ 30 ans, portant une chemise blanche). 
Vers 13 h 5, Tippit héla un individu, peut-être parce qu'il correspondait à la description ; selon des témoignages l'individu aurait fait demi-tour en apercevant la voiture de police et cela aurait pu être un facteur pris en compte par Tippit, mais cela reste une supposition.
L'individu répondit à l'injonction et se rapprocha de la voiture, coté passager. Après quelques mots échangés à travers la fenêtre ouverte de la porte passager, Tippit sortit de la voiture et la contourna pour rejoindre l'individu sur le trottoir.
Tippit n'a ni signalé à la radio qu'il interpellait quelqu'un, ni sorti son arme, ce qui signifiait qu'il était simplement suspicieux, mais n'avait pas identifié positivement l'individu comme un suspect, si l'on juge ce comportement à l'un des règlements de la police de Dallas.

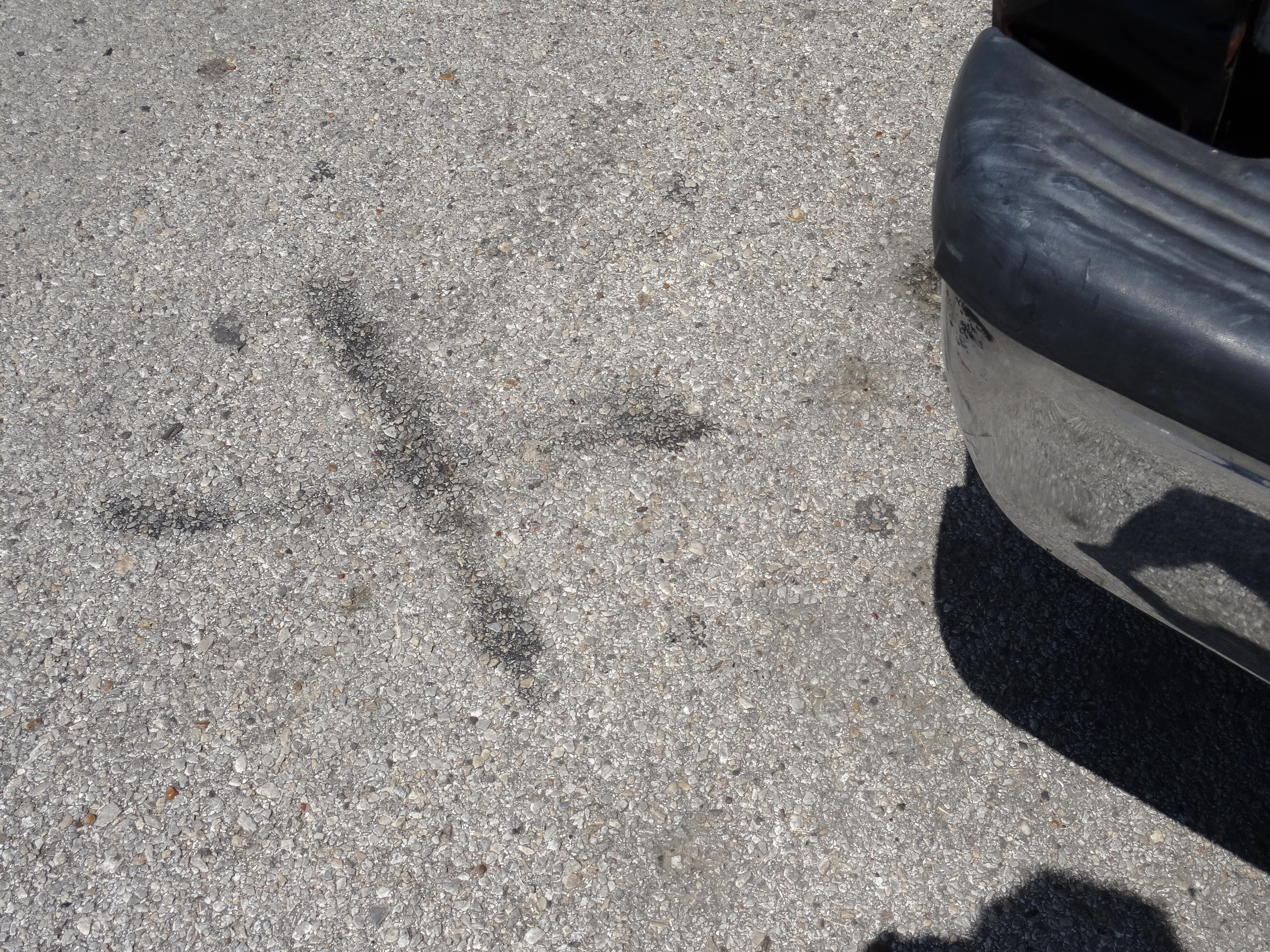
X marquant l'endroit précis où fut abattu J.D. Tippit, Oak Cliff Neighborhood, Dallas.

Alors que Tippit contournait la voiture, l'individu sortit un revolver, un calibre .38, et tira cinq fois, touchant quatre fois Tippit, qui mourut instantanément. Le tueur acheva Tippit d'une balle dans la tête.
Treize témoins identifièrent Lee Harvey Oswald soit comme le tireur, soit comme une personne fuyant la scène du meurtre.
Les témoins du drame se rassemblèrent autour de l'officier abattu et tentèrent de prévenir la police grâce à sa radio, ce qu'ils ne surent pas faire. C'est un homme arrivé en voiture sur les lieux du drame et sachant utiliser la radio de la voiture de Tippit, qui appela la police. L'heure de l'appel notée par la police de Dallas fut 13 h 16.
Le meurtre avait donc eu lieu quelques minutes avant. Or Oswald avait été vu par sa logeuse à un arrêt de bus en face de chez elle à 13 h 5, à 1,350 m de là. Certains[Qui ?] en ont conclu qu'Oswald n'avait pas eu le temps d'être aussi rapidement sur les lieux du meurtre de Tippit. Surtout qu'aucun témoin ne l'avait vu dans la rue, prendre une voiture ou monter dans un bus. Il faut dire que pendant tous ces événements, beaucoup de gens suivaient les informations à la radio ou devant une télévision.
En 1964, Tippit reçut la médaille d'honneur de la police à titre posthume. Il est enterré au Laurel Land Memorial Park à Dallas.

### Théories sur l'assassinat de Kennedy
Dans les nombreuses théories de conspiration autour de l'assassinat de Kennedy, il y a une place très variée pour Tippit.
Il peut être vu comme une victime, mais le meurtrier serait un autre que Oswald. Par exemple, en 1990, peu avant la sortie du film JFK, un Américain de 29 ans avait affirmé que son père, Roscoe White (mort en 1971), policier à Dallas de octobre 1963 à mars 1964, avait fait partie d'un commando de trois agents de la CIA qui avaient assassiné Kennedy. Il lui aurait révélé ces faits sur son lit de mort. Lee Harvey Oswald aurait fait partie du complot, mais n'aurait pas tiré et aurait servi de bouc émissaire. White aurait également abattu J. D. Tippit.
Il peut également être vu comme un membre de la conspiration, notamment avec le rôle d'assassiner Lee Harvey Oswald avant Jack Ruby.
Ces allégations ne sont pas soutenues par les documents sur l'affaire rendus publics à diverses reprises, la dernière fois en 2025.